# Ixora neocaledonica
Ixora neocaledonica là một loài thực vật có hoa trong họ Thiến thảo. Loài này được Hochr. mô tả khoa học đầu tiên năm 1910.